# Friedenszeremonie von Hiroshima

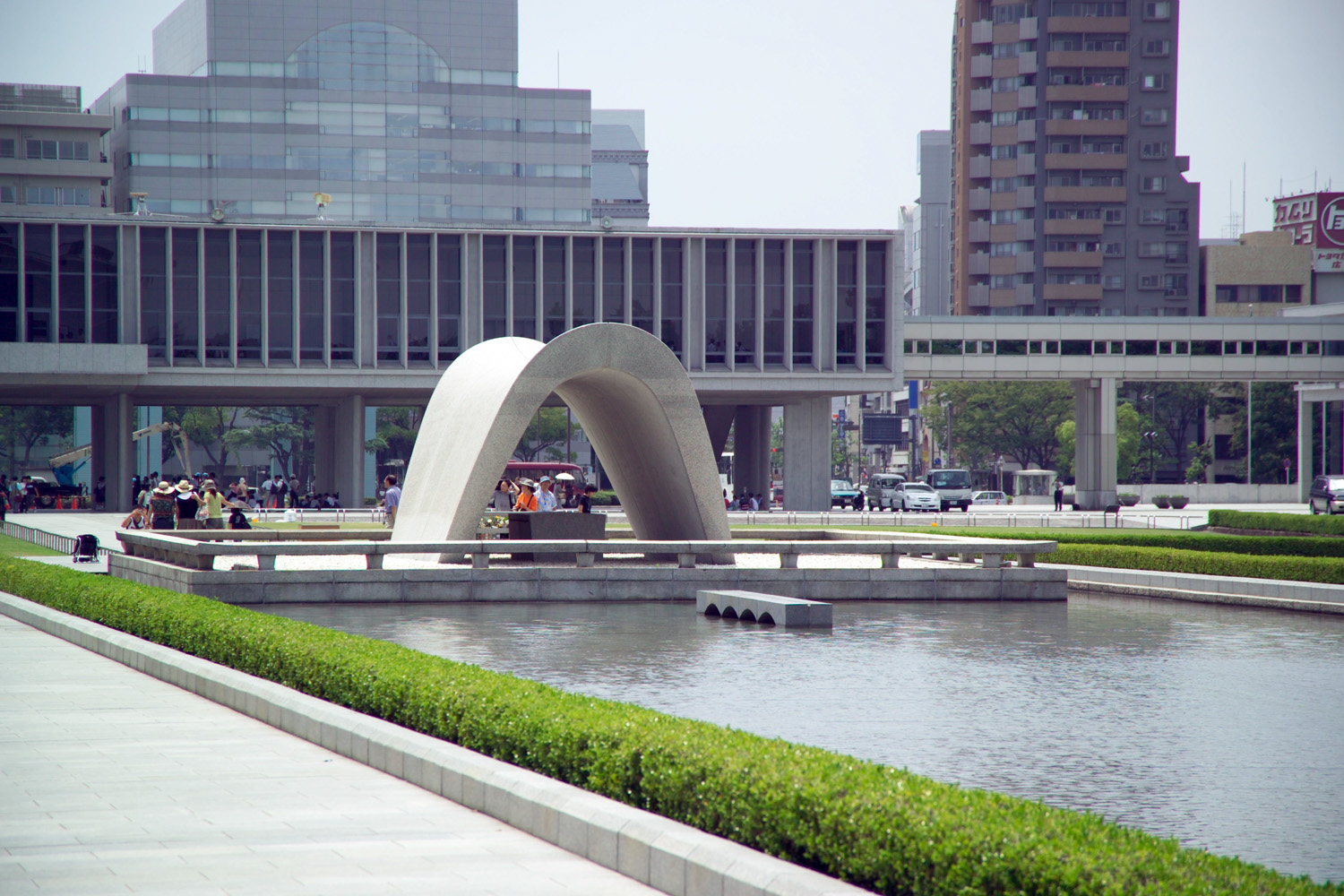
Kenotaph im Friedenspark von Hiroshima

Die Friedenszeremonie von Hiroshima (jap. 広島平和記念式典, Hiroshima heiwa kinenshikiten) ist eine Gedenkveranstaltung zur Erinnerung an die Getöteten der Atombombenabwürfe auf Hiroshima und Nagasaki. Sie findet seit 1947 jedes Jahr am 6. August vor dem Kenotaph im Friedenspark Hiroshima statt und sieht u. a. eine Schweigeminute um 8:15 Uhr Ortszeit vor – der Uhrzeit, zu der Little Boy detonierte.
Mit Ban Ki-Moon nahm im Jahr 2010 erstmals ein Generalsekretär der Vereinten Nationen an der Friedenszeremonie von Hiroshima teil. Ebenfalls zum ersten Mal war mit Botschafter John Victor Roos ein diplomatischer Vertreter der USA anwesend.